# Московский международный марафон мира
Моско́вский междунаро́дный марафо́н ми́ра (сокр. ММММ) — соревнование по бегу, в котором принимают участие профессиональные спортсмены и любители этой легкоатлетической дисциплины. Спортивное мероприятие проходит в Москве ежегодно, начиная с 1981 года. До 2013 года являлся одним из наиболее массовых российских марафонов. В этом же году утратил статус главного марафона города Москвы, который перешёл к Московскому марафону. 
Организаторы соревнований: Департамент физической культуры и спорта города Москвы при поддержке Правительства Москвы, Федерация лёгкой атлетики Москвы и Фонд «Спортклуб» ММММ.

## История
1981 год
8 августа на большой спортивной арене Центрального стадиона «Лужники» дан старт Первого Московского Международного Марафона Мира, в котором участвовало 128 бегунов на дистанциях 42,195 км и 172 — в забеге на дистанцию 10 км. Первым победителем первого Московского Марафона стал москвич Иван Суханов с результатом 2:23:37.
1982 год
На старт впервые выходят женщины. Победительницей в женском зачёте стала советская спортсменка Тамара Поляева с результатом 2:43:18.
1983 год
В третьем Марафоне участвовало 2118 бегунов из 18 стран мира.
1984 год
Яков Толстиков из Кемерово устанавливает рекорд трассы — 2:10:48, который не побит до настоящего времени.
1985 год
Только фотофиниш смог определить победителя в этом марафоне, так как Иван Богданов и Николай Николаенко показали одинаковое время — 2:24:37.
1986 год
На пьедестал почёта впервые поднялась иностранная бегунья — американка Биби Кэроли.
1987 год
Стартует 7000 участников из 23 стран мира, а на финише всем участникам вручаются живые орхидеи, присланные с Гавайских островов любителем бега Тимом Фоксом. В числе призёров вновь оказалась иностранка — Лим Кен Суи из КНДР.
1989 год
В марафоне финишировали 5732 участника, а в забеге-спутнике на 10 км — 11 054 из 25 стран мира.
1990 год
Рекордное количество участников — 18684 из 30 стран мира, среди которых 11820 вышли на дистанцию классического марафона. Танзаниец Сулейман Ньямбуи, призёр Московской Олимпиады 1980 г., первым пересекает финишную черту и получает главный приз — 25 тыс. долларов США.
1991 год
Россиянка Елена Семёнова устанавливает рекорд трассы среди женщин — 2:33:16. Среди мужчин на первом месте снова танзаниец — Джон Барра.
1993 — 1995 гг
Московский международный марафон мира стартует на Олимпийском проспекте у спорткомплекса «Олимпийский» — в центре столицы. Часть дистанции (13 км) проходит по Садовому Кольцу.
1996 — 2007 гг
Новая трасса Московского марафона, по утверждению организаторов — одна из самых скоростных и живописных в мире, берёт своё начало от Васильевского спуска Красной площади, у стен Кремля, и проходит по набережным Москвы-реки.
2008
Победителем Московского марафона стал украинский бегун, представитель марафонского клуба «Тарас Бульба» Иван Бабарыка с результатом 2:20:11, а среди женщин первенство завоевала москвичка Оксана Белякова — 2:43:57.
2009
Генеральный директор Московского Международного Марафона Мира Борис Гаврилович Фадеев поделился своими впечатлениями от прошедших в 2009 году соревнованиях:

Это одно из знаковых мероприятий народного спорта. Спорта для простых людей. В нашем марафоне могут стать чемпионами не только лучшие бегуны, но и победители 12 возрастных групп у мужчин и 11 групп у женщин. Марафон может пропустить по времени и простого любителя. Ведь забег длится 6 часов, а в среднем марафоны подобного уровня имеют продолжительность в 2 раза меньше. Так, вчера последние бегуны финишировали без пяти шесть. Еще одной особенностью является то, что мероприятие проводится на одной из самых экологически чистых трасс мира. Рядом с трассой пролегает не только река, но располагается много памятников культуры, архитектуры. Иностранные гости, а в этом году в забеге было много спортсменов из Японии и США, имеют возможность увидеть прекрасные места нашей столицы. Это, если хотите, практически забег-экскурсия. На марафоне мы даём много наград, заботимся о людях. Вчера на финише все спортсмены получили специальную медаль и фирменные майки соревнований. С трассы сошли менее 50 человек. Это очень хороший показатель. Почти все добежали до конца. А значит, мы не ошиблись и марафон как спортивное состязание будет жить!
2011
В 2011 году марафон, 33-й по счету, состоялся 18 сентября. Из 1603 участников финишировали 981. 
2015
Прошел 12 июня 2015 года, Участвовало 37 человек.

## Трасса
Старт марафона даётся на Васильевском спуске, финиш — на Москворецкой улице. Трасса марафона проходит по набережным Москвы-реки. 
В рамках соревнований проводятся: 
- забег на классическую марафонскую дистанцию 42 км 195 м,
- полумарафон на 21 км 100 м,
- забег-спутник на 10 км (в 2011 году — 10 вёрст),
- заезд инвалидов на 10 км на спортивных колясках,
- забег на дистанцию 1 московская миля — 1111 метров (в 2011 году — 1 верста),
- гонка на лыжероллерах.

## Призёры
Победители на дистанции 42 км 195 м
| Дата       | Мужчины             | Результат | Женщины              | Результат |
| ---------- | ------------------- | --------- | -------------------- | --------- |
| 08.08.1981 | Суханов Иван        | 2:23.37   | -                    | -         |
| 14.08.1982 | Лаптев Юрий         | 2:19.01   | Поляева Тамара       | 2:43.18   |
| 13.08.1983 | Хитерман Лев        | 2:17.52   | Лунегова Татьяна     | 2:41.17   |
| 18.08.1984 | Толстиков Яков      | 2:10.48   | Путилова Любовь      | 2:37.00   |
| 10.08.1985 | Богданов Иван       | 2:30.13   | Козина Раиса         | 3:06.15   |
| 09.08.1986 | Богданов Иван       | 2:24:37   | Харитонова Анна      | 2:53.29   |
| 08.08.1987 | Фоминков Юрий       | 2:24:26   | Мим Кен Сун          | 2:53:17   |
| 13.08.1988 | Хитерман Лев        | 2:23:29   | Русева Румяна        | 2:49:27   |
| 12.08.1989 | Козлов Сергей       | 2:23:19   | Беляева Галина       | 2:39:00   |
| 11.08.1990 | Ньямбуи Сулейман    | 2:13:54   | Гаврилюк Зоя         | 2:41:38   |
| 13.07.1991 | Барра Джон          | 2:13:05   | Семёнова Елена       | 2:33:16   |
| 06.06.1992 | Сюй Цзишэн          | 2:13:05   | Владимирова Роза     | 2:43:20   |
| 04.09.1993 | Казьмин Юрий        | 2:20:09   | Фоминых Татьяна      | 2:44:50   |
| 03.09.1994 | Арчаков Анатолий    | 2:18:27   | Шатяева Валентина    | 2:44:10   |
| 03.09.1995 | Арчаков Анатолий    | 2:29:13   | Балякина Наталья     | 2:50:33   |
| 13.09.1996 | Гурин Александр     | 2:19:24   | Тимофеева Ирина      | 2:37:56   |
| 31.08.1997 | Такаси Мунэтэси     | 2:15:40   | Сики Тэрасаки        | 2:36:38   |
| 30.08.1998 | Зараковский Евгений | 2:20:50   | Парамонова Елена     | 2:46:15   |
| 29.08.1999 | Коробов Алексей     | 2:18:13   | Суворова Ирина       | 2:42:57   |
| 10.09.2000 | Арчаков Анатолий    | 2:16.56   | Климина Виктория     | 2:39.00   |
| 09.09.2001 | Перминов Сергей     | 2:22:09   | Былинкина Ольга      | 2:39:38   |
| 01.09.2002 | Пермитин Константин | 2:21:46   | Малькова Жанна       | 2:48:47   |
| 31.08.2003 | Пермитин Константин | 2:22:32   | Малькова Жанна       | 2:44:37   |
| 12.09.2004 | Топтун Андрей       | 2:21:24   | Байгулова Светлана   | 2:40:50   |
| 11.09.2005 | Наумов Андрей       | 2:18:19   | Слободчикова Надежда | 2:51:09   |
| 10.09.2006 | Наумов Андрей       | 2:16:49   | Трилинская Надежда   | 2:41:23   |
| 09.09.2007 | Бабарыка Иван       | 2:20:34   | Вернигор Татьяна     | 2:50:43   |
| 14.09.2008 | Бабарыка Иван       | 2:20:11   | Белякова Оксана      | 2:43:57   |
| 13.09.2009 | Бабарыка Иван       | 2:17.06   | Фатеева Екатерина    | 2:44.35   |
| 12.09.2010 | Матвийчук Александр | 2:19:24   | Кожевникова Елена    | 2:41:41   |
| 18.09.2011 | Матвийчук Александр | 2:17:27   | Татьяна Перепёлкина  | 2:47:48   |